# Bernard Sychta
Bernard Sychta (kasz. Bernard Zëchta, ur. 21 marca 1907 w Puzdrowie, gm. Sierakowice, zm. 25 listopada 1982 w Gdańsku) – ksiądz katolicki, działacz kaszubski, etnograf, językoznawca, dramatopisarz, autor 7-tomowego Słownika gwar kaszubskich na tle kultury ludowej.

## Życiorys
Urodził się 21 marca 1907 r. w Puzdrowie w pow. kartuskim, w wielodzietnej (trzynaścioro dzieci) rodzinie kaszubskiej Jana i Anny z domu Karszny. Szkołę podstawową ukończył w rodzinnej wsi, a naukę kontynuował w gimnazjach w Gdańsku i Wejherowie, które ukończył w 1928 r. Po maturze wstąpił do seminarium duchownego w Pelplinie. Święcenia kapłańskie otrzymał 17 grudnia 1932. W 1934 r. w diecezji chełmińskiej pełnił funkcję Okręgowego Prezesa Katolickiego Związku Polskiej Młodzieży Męskiej w powiecie świeckim. Przed wojną oraz krótko po pracował jako kapelan w Szpitalu dla Nerwowo i Psychicznie Chorych w Kocborowie, dzielnicy Starogardu Gdańskiego. Tu pracował razem z Tadeuszem Bilikiewiczem. Napisał kilka kaszubskich sztuk teatralnych, w tym najsłynniejszą pt. Hanka sę żeni. Cały nakład jego sztuki Budzta spiącëch spalili Niemcy na wejherowskim rynku we wrześniu 1939 r. Jej autor był poszukiwany przez gestapo w czasie wojny i ukrywał się m.in. we wsi Osie k. Świecia. Interesował się kulturą regionu, studiował i gromadził materiały naukowe z etnografii i językoznawstwa. Próbował opracowywać praktyczną pisownię kaszubską w oparciu o pisownie innych języków słowiańskich. Uważał język kaszubski za ogniwo łączące żywe i wymarłe języki słowiańskie, krytykował poglądy odmienne i sam bywał obiektem krytyki. Pisownię własną kilkakrotnie też zmieniał.
9 kwietnia 1946 r. został magistrem filozofii w zakresie etnografii, etnologii, antropologii i prehistorii na Uniwersytecie Poznańskim, a 6 czerwca 1947 r. obronił tam doktorat na podstawie rozprawy Materialna kultura ludowa Borów Tucholskich na tle etnografii kaszubskiej i kociewskiej, która jest dziś jedną z najważniejszych prac z zakresu etnografii kaszubskiej, kociewskiej i borowiackiej. W 1947 r. został wikarym w Pelplinie, z którym związał się do końca życia. 5 lipca 1949 r. zdał egzamin z psychopatologii i psychiatrii na Akademii Medycznej w Gdańsku. Wykładał psychopatologię w Wyższym Seminarium Duchownym w Pelplinie. Był też proboszczem katedry pelplińskiej. W latach 50. napisał kilka rozpraw psychiatrycznych, etnograficznych i językoznawczych oraz sztuki Wesele kociewskie, wydaną w nakładzie 1250 egz., i Ostatna gwiôzdka Mestwina, wydaną pośmiertnie. Był członkiem m.in. Zrzeszenia Kaszubsko-Pomorskiego, Towarzystwa Miłośników Ziemi Kociewskiej i, od 1957 r., Gdańskiego Towarzystwa Naukowego. W 1960 r. został prałatem, a papież Jan XXIII przyznał mu tytuł tajnego szambelana papieskiego. W 1964 r. został mianowany kanonikiem gremialnym kapituły katedralnej w Chełmnie. W 1966 r. otrzymał Odznakę 1000-lecia Państwa Polskiego. Od 1969 r., za zgodą biskupa, poświęcił się całkowicie pracy naukowej. W 1968 r. otrzymał kaszubski Medal Stolema. Od miesięcznika „Litery” otrzymał Order Stańczyka. Został też honorowym członkiem ZK-P.
Wykorzystując bogaty materiał etnograficzny, zebrany przez siebie, ks. Sychta napisał monumentalny Słownik gwar kaszubskich na tle kultury ludowej, będący pierwszym tak wyczerpującym kompendium wiedzy na temat języka kaszubskiego i kultury kaszubskiej. Słownik powstawał przez wiele lat działalności ks. Sychty i wydany został przez Ossolineum na zlecenie GTN i Komitetu Językoznawstwa PAN w latach 1967–1976 w niewielkim nakładzie. Posiada gniazdowy układ haseł i zawiera ok. 60 tys. wyrazów. Pierwszy tom (950 egz.) zaczyna się przedmową autorską, opisującą kulisy pracy nad słownikiem. B. Sychta zebrał też materiał do 3-tomowego słownika kociewskiego, wydanego również w układzie gniazdowym i również przez Ossolineum na zlecenie PAN-u pt. Słownictwo kociewskie na tle kultury ludowej. W pracy naukowej i życiu codziennym przez wiele lat ofiarnie pomagała mu jego siostra Anna (1914–1974), uwieczniona jako Hanka w tytule najsłynniejszej sztuki ks. Sychty.
Pod koniec życia Sychta zebrał liczne nagrody i zaszczyty, m.in. Złoty Krzyż Zasługi i nagrodę im. Kazimierza Nitscha. 4 grudnia 1972 r. otrzymał jednogłośnie honorowe członkostwo Gdańskiego Towarzystwa Naukowego za promocję GTN i wkład w rozwój nauki. Za swą pracę leksykograficzną otrzymał w Pelplinie 21 maja 1974 r. specjalny srebrny medal od ZK-P z napisem Bernard Sychta. Twórca słownika gwar kaszubskich. Medal projektu Wiktora Tołkina wręczał laureatowi Tadeusz Bolduan, ówczesny wiceprezes Zrzeszenia. W 1975 r. B. Sychta otrzymał Nagrodę Ministra Kultury i Sztuki. Od płockiego miesięcznika „Barwy” otrzymał 24 czerwca 1977 r. Nagrodę im. Oskara Kolberga i medal w uznaniu zasług dla kultury ludowej. W 1977 r. otrzymał też Medal im. Mikołaja Kopernika PAN. TMZK w Starogardzie Gdańskim w uznaniu zasług położonych dla upowszechnienia regionalnej kultury kociewskiej, a szczególnie za wieloletnią, żmudną pracę leksykograficzną, nagrodziło go 11 września 1980 r. honorowym członkostwem i specjalnym medalem Bernardowi Sychcie – autorowi Słownika kociewskiego, który ufundowało wspólnie z Towarzystwem Literackim im. Adama Mickiewicza. W 1981 ksiądz dostał Nagrodę Wojewody Gdańskiego, a 3 grudnia tego samego roku przyznano mu tytuł doktora honoris causa nauk humanistycznych Uniwersytetu Gdańskiego w uznaniu wybitnych zasług dla poznania kultury oraz gwar Kaszub i Kociewia.
Bernard Sychta był również artystą malarzem i pisał wiersze. Zostawił bogate materiały naukowe, wspomnieniowe, anegdotyczne, a także liczne karykatury i obfitą korespondencję.
Zmarł 25 listopada 1982 w Gdańsku, pochowany 29 listopada tego samego roku w Pelplinie jako proboszcz tamtejszej katedry. Uroczystości pogrzebowe prowadził bp Edmund Piszcz.

## Pokłosie i pamięć

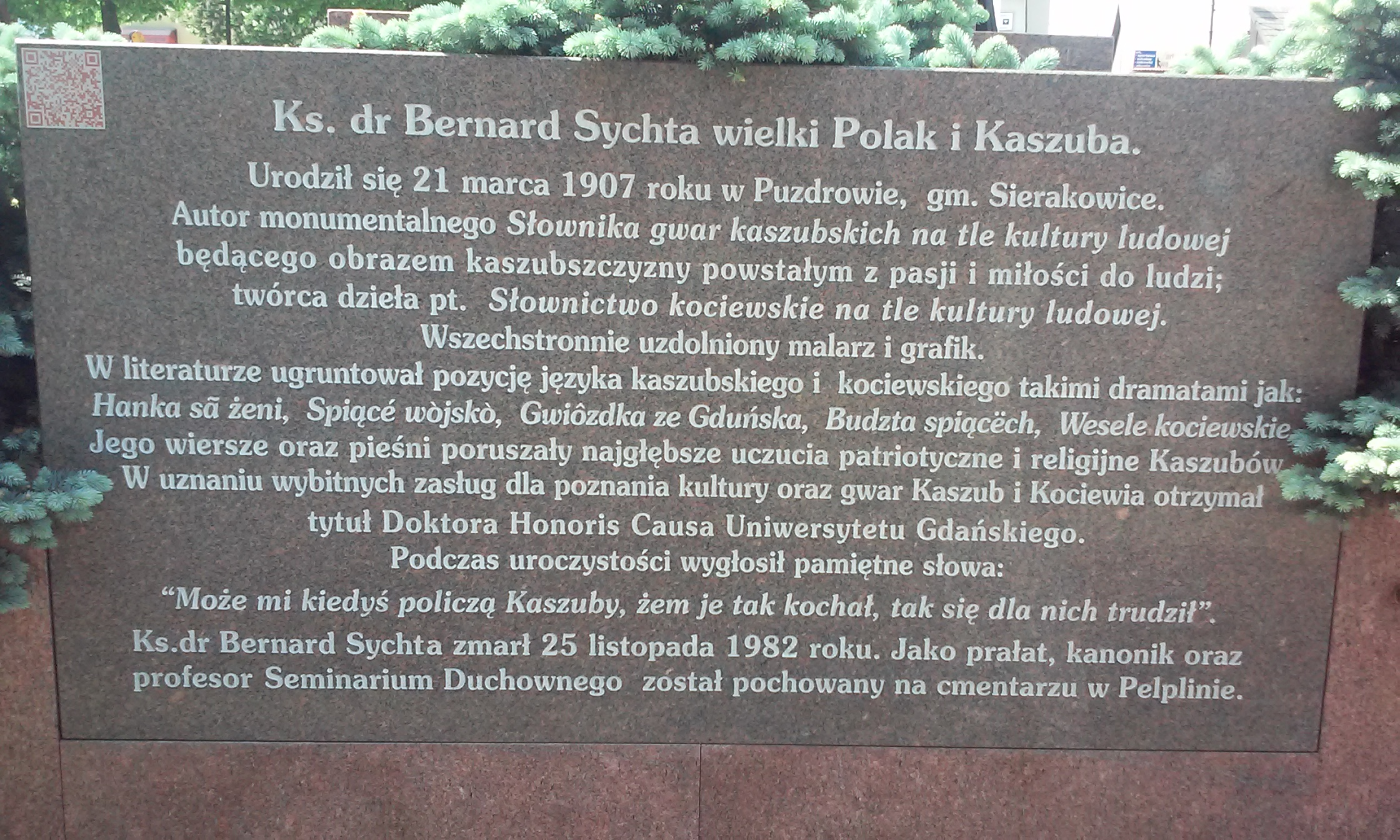
Tablica na pomniku ks. Bernarda Sychty w Sierakowicach

Głównym dziełem Bernarda Sychty jest wielki Słownik gwar kaszubskich. Stał się on tematem licznych omówień, artykułów i rozpraw naukowych i jest uważany za pomnikowe dzieło leksykograficzne. Od wielu lat trwają starania o jego reedycję, której sprzeciwia się spadkobierczyni autora – jego bratanica Stefania Sychta. Nie ukazują się również wznowienia jego dramatów. Pamięć o ks. Bernardzie Sychcie jest jednak kultywowana, jego sztuki wystawiane, a jego imię upamiętniane na różne sposoby. Jest on m.in. patronem Szkoły Podstawowej w Puzdrowie, Szkoły Podstawowej nr 6 w Kościerzynie, Miejskiej Biblioteki Publicznej w Starogardzie Gdańskim (od 1992 r.) i katolickiej szkoły w Świeciu. Ulice ks. Sychty znajdują się m.in. w Tczewie, Jastarni, Luzinie, Starogardzie Gdańskim i Gdańsku, a tablice jego pamięci w Skórczu i Starogardzie Gdańskim. Przed jego domem rodzinnym w Puzdrowie ustawiono w 1992 r. głaz pamiątkowy z kaszubskim napisem. W centrum Sierakowic, przed kościołem św. Marcina, znajduje się jego pomnik (fotografia w infoboksie).

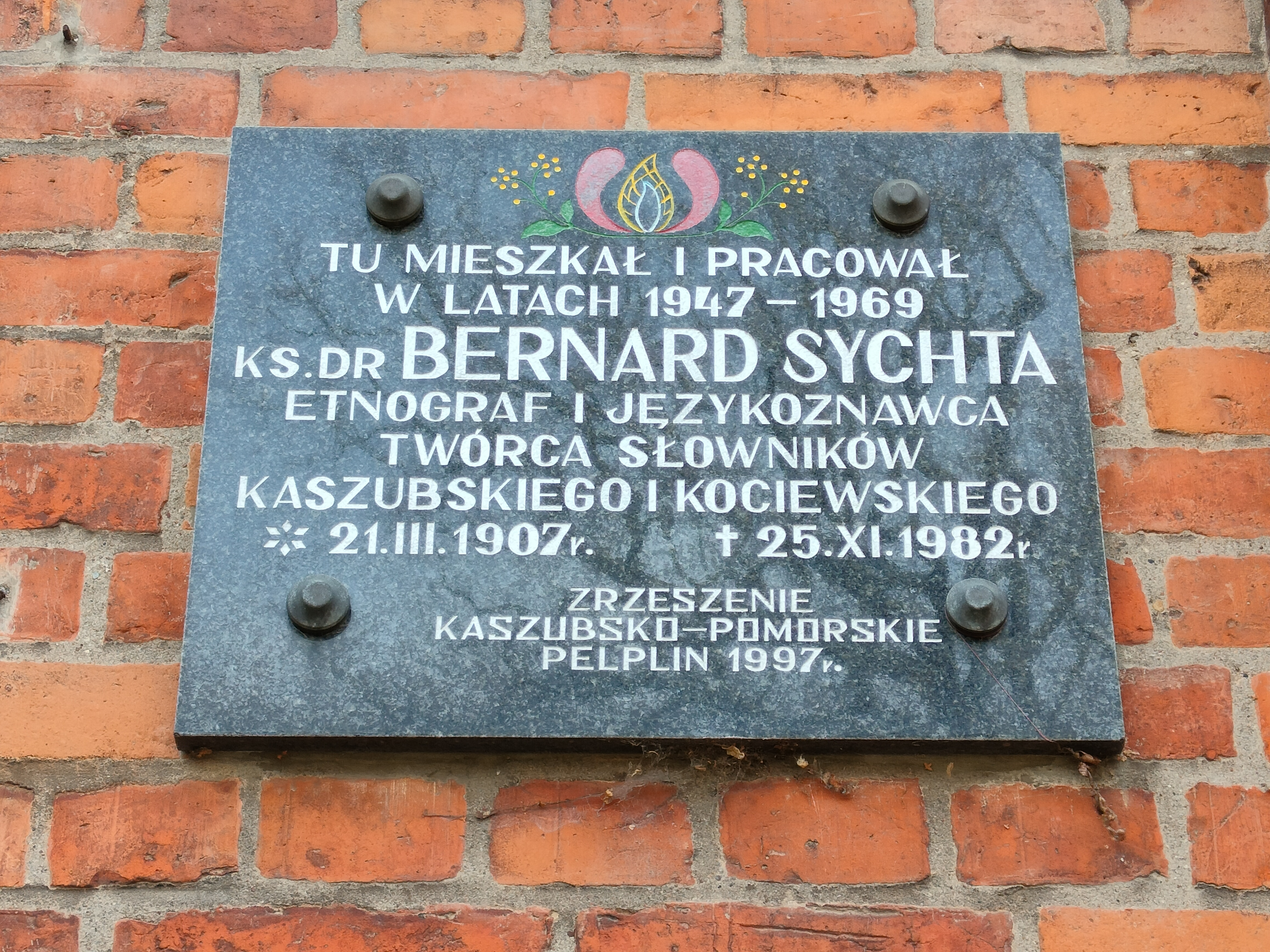
Tablica pamiątkowa ku czci ks. B. Sychty w Pelplinie (na domu przy ul. Mestwina 4, obok katedry).

W 1997 r. na domu obok katedry w Pelplinie (ul. Mestwina 4), w którym przez wiele lat mieszkał i tworzył ks. B. Sychta, umieszczono tablicę pamiątkową ku jego czci. 
W ostatnich latach wydano m.in. jego rozprawę doktorską i listy oraz dwie obszerne książki biograficzno-wspomnieniowe. W grudniu 2000 r. odbyła się dwudniowa konferencja naukowa poświęcona Sychcie. Wybór haseł ze Słownika znalazł się m.in. w dwóch publikacjach opartych na pracy magisterskiej Grzegorza J. Schramke. Stała wystawa o ks. Bernardzie Sychcie znajduje się w Gimnazjum Publicznym im. Pisarzy Kaszubsko-Pomorskich w Luzinie, które obchodziło Rok Sychty w roku szkolnym 2006/07. Przedstawiono wtedy jego sztukę Dzéwczę i miedza.

## Publikacje naukowe
- Słownik gwar kaszubskich na tle kultury ludowej, t. I-VII, Ossolineum, Wrocław-Warszawa-Kraków-Gdańsk 1967–76.
- Słownictwo kociewskie na tle kultury ludowej, t. I-III, Ossolineum, Wrocław 1980–85.
- Kultura materialna Borów Tucholskich, Instytut Kaszubski, Gdańsk 1998.
- Kaszubi – wierzenia i twórczość. Ze „Słownika” Sychty..., Gdańsk 2000.
- W wieczornej mgle. Niesamowite opowieści z Kaszub. Ze „Słownika” Sychty. W wieczórny dôce. Niestwòrzoné pòwiôstczi z Kaszëbsczi. Ze „Słowôrza” Zëchtë, Wyd. Region, Gdynia-Pelplin 2004, 2005.
- W świetle dnia. Anegdoty i bajki z Kaszub. Ze „Słownika” Sychty. W widze dnia. Gôdczi i bôjczi z Kaszëbsczi. Ze „Słowôrza” Zëchtë, Wyd. Region, Gdynia-Pelplin 2006.

## Sztuki
- Szopka kaszubska (1925, niezachowany)
- We Gwiôzdkę (1930, przerobiony)
- Duchy w klasztorze (1934, niezachowany)
- Ksążę bez dzecy
- Spiącé uejskue. Dramat kaszubski w czterech odsłonach, Wejherowo 1937
- Hanka sę żeni. Wesele kaszubskie w pięciu aktach z muzyką i śpiewem, Wejherowo 1937 (zawiera nuty)
- Dzéwczę i miedza. Dramat kaszubski w pięciu aktach, Wejherowo 1938 (zawiera słowniczek i nuty)
- Gwiôzdka ze Gduńska. Dramat w czterech obrazach, Wejherowo 1939, Wyd. ZK-P, Gdańsk 1988 (zawiera słowniczek)
- Budzta spiącëch, Wejherowo 1939
- Przebudzenie (1939, niezachowany)
- Ostatna gwiôzdka Mestwina czyli Słoneczniécié pomorscié. Dramat w dwóch obrazach, Wyd. ZK-P, Gdańsk 1985 (zawiera słowniczek)
- Wesele kociewskie, Wydawnictwo Morskie, Gdynia 1959 (zawiera przypisy, objaśnienia i nuty prawie 60 melodii)